# トリフェニルアミン
トリフェニルアミン（英: Triphenylamine）は芳香族アミンの一種であり、化学式 (C6H5)3N ないしPh3N で表される有機化合物である。ほとんどのアミンが塩基性であるのに対し、トリフェニルアミンは非塩基性である。誘導体は導電性およびエレクトロルミネセンスに有用な特性を有し、有機発光ダイオードの正孔輸送層に使用されている
トリフェニルアミンは、ジフェニルアミンのアリール化により作ることができる。